# Kotwica

Kotwica.

El Kotwica ("ancla" en español) fue el símbolo del Estado Secreto Polaco y de la Armia Krajowa durante la Segunda Guerra Mundial. Creado en 1942 por varios miembros de la unidad de sabotaje de Wawer, pronto empezó a ser usado como emblema de la lucha polaca por recuperar la independencia. El significado inicial de las iniciales PW fue Pomścimy Wawer ("Vengaremos Wawer"), haciendo referencia a la Masacre de Wawer en donde 120 polacos fueron arrestados y fusilados la noche del 26 de diciembre de 1939, sobreviviendo solo siete personas.
Al principio, los grupos de sabotaje y miembros scouts polacos pintaron la frase completa en todas las paredes de la ciudad. Sin embargo, pronto se abreviaría con las letras PW, que con el tiempo llegaron a simbolizar la frase Polska Walcząca ("La lucha por Polonia"). A principios de 1942, el AK organizó un concurso para diseñar un emblema que representara el movimiento de resistencia polaco, ganando el diseño presentado por Anna Smoleńska, una miembro de la Szare Szeregi que combinaba las letras P y W en el Kotwica. Sin embargo, Smoleńska fue arrestada por la Gestapo en noviembre de 1942 y asesinada en Auschwitz en marzo de 1943, a la edad de 23 años.

## Galería

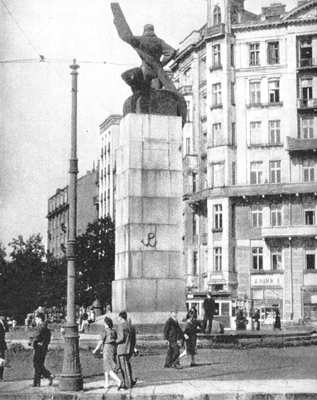
Grafiti del Kotwica dibujado por Jan Bytnar, miembro de la Szare Szeregi.
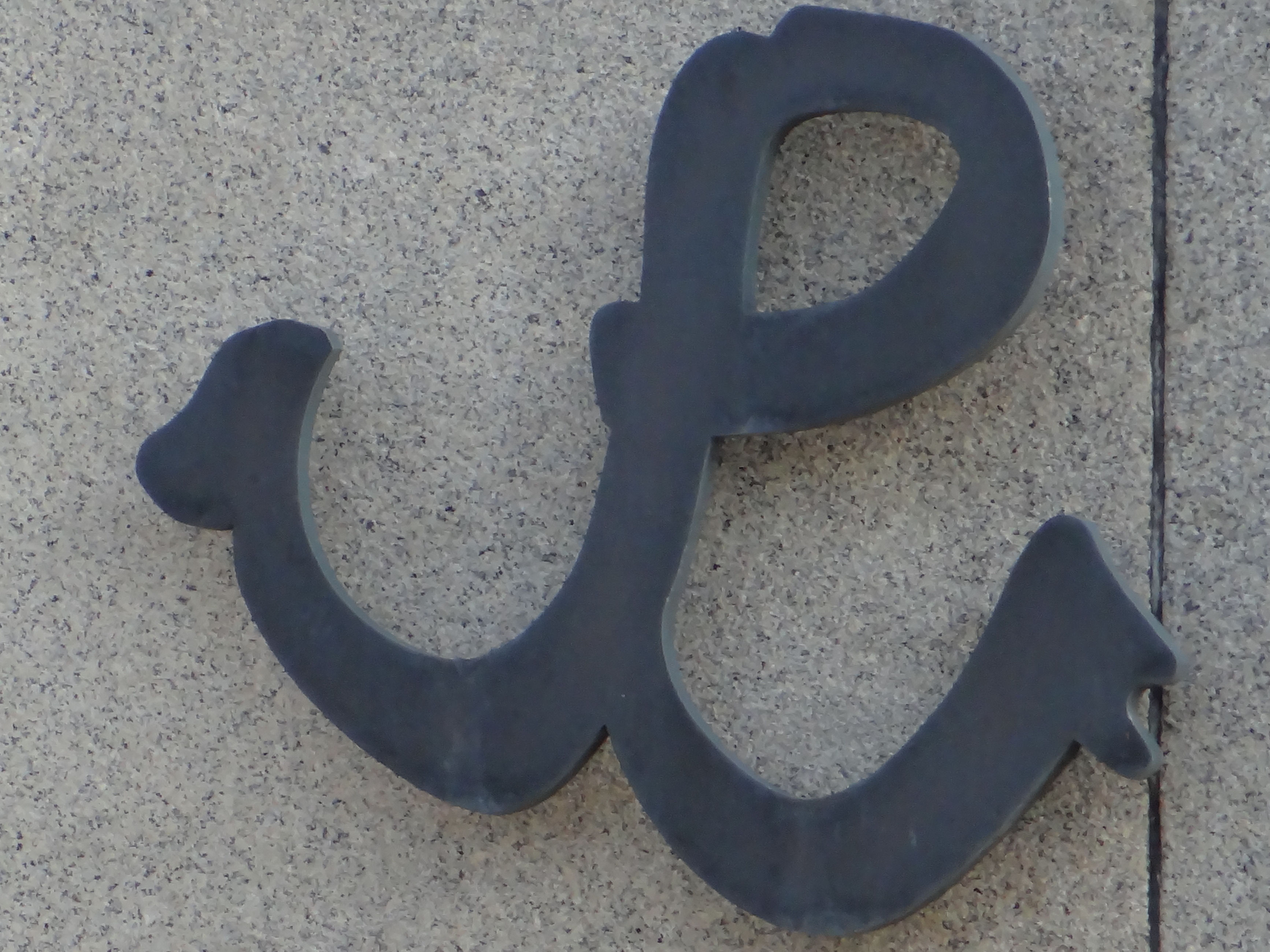
Kotwica añadido en el Monumento de los Pilotos Polacos en 2010.
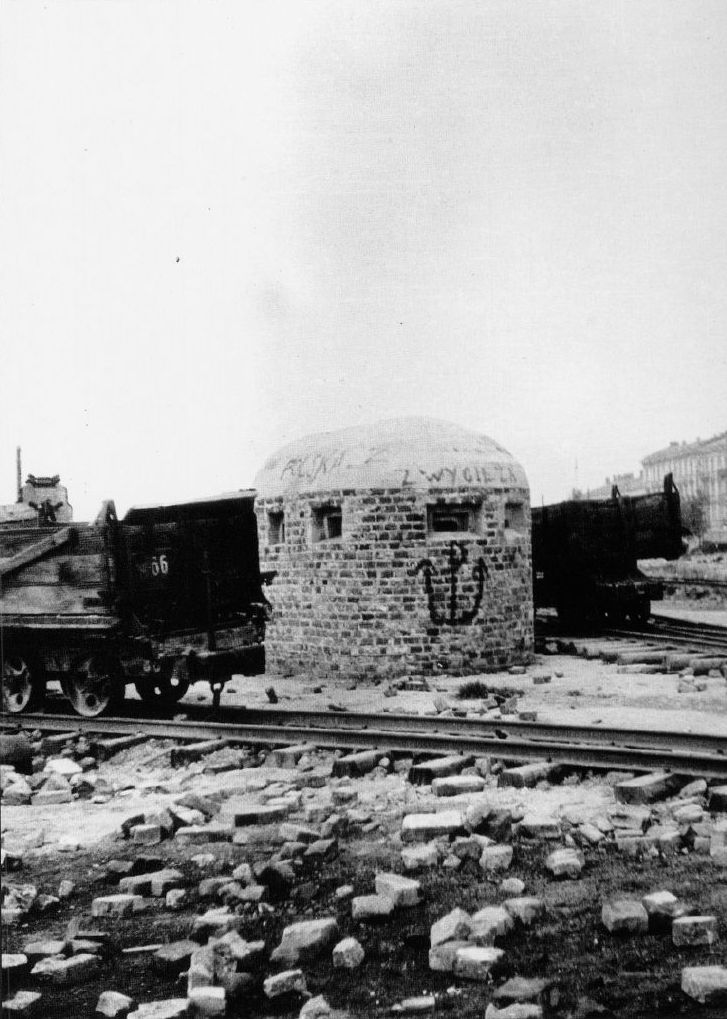
El Kotwica pintado en un búnker alemán cerca de la Bonifraterska durante el Alzamiento de Varsovia.
Bandera unoficial de la Armia Krajowa y del Estado Secreto Polaco.
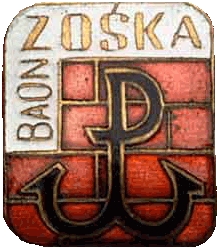
El Kotwica en la insignia del Batallón de Zośka, Armia Krajowa.
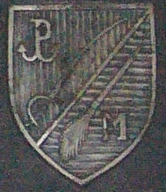
El Kotwica en la insignia del Batallón de Miotła, Armia Krajowa.
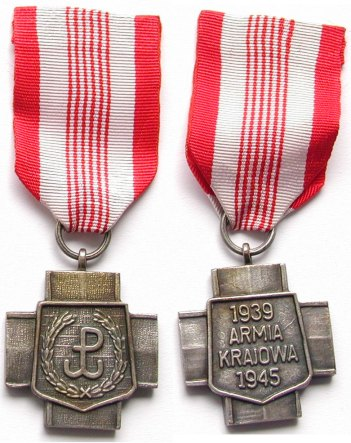
El Kotwica en la Cruz de la Armia Krajowa.
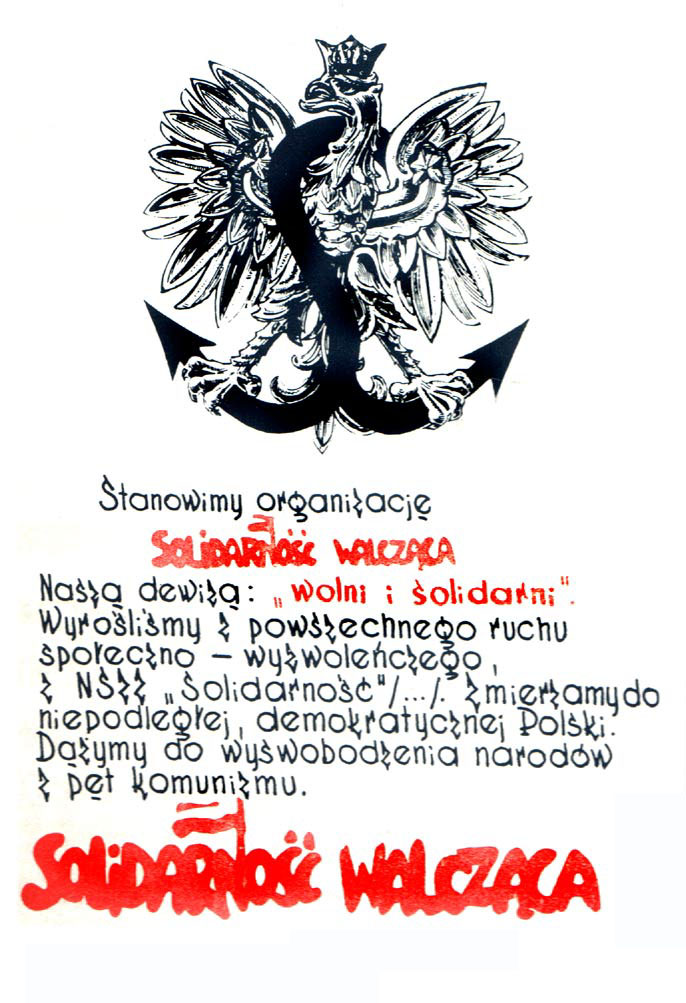
El Kotwica dibujado en una pancarta del sindicato Solidarność.
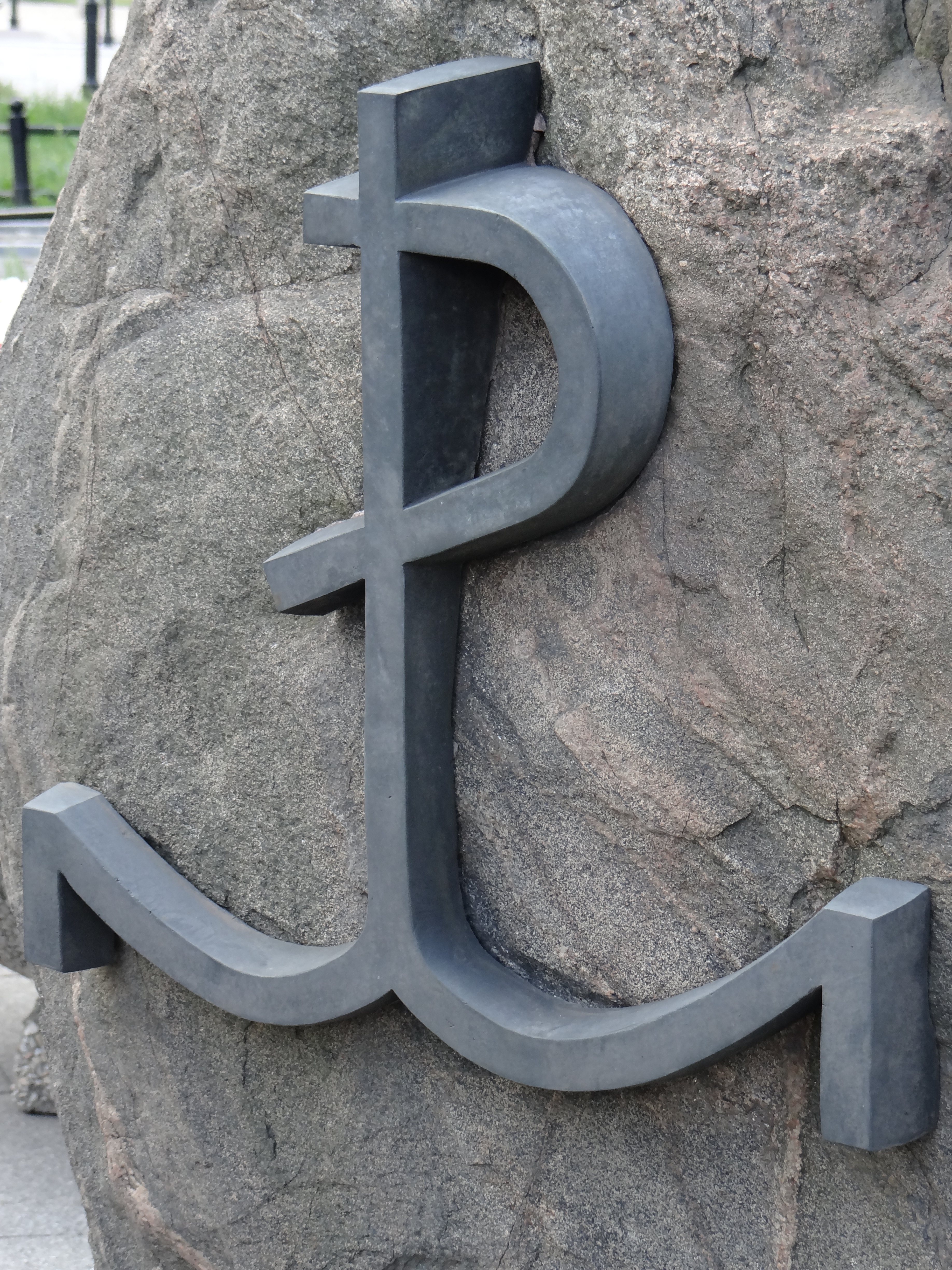
Kotwica gravado en el monumento que conmemora el asesinato del agente de las SS Franz Kutschera por la resistencia polaca.
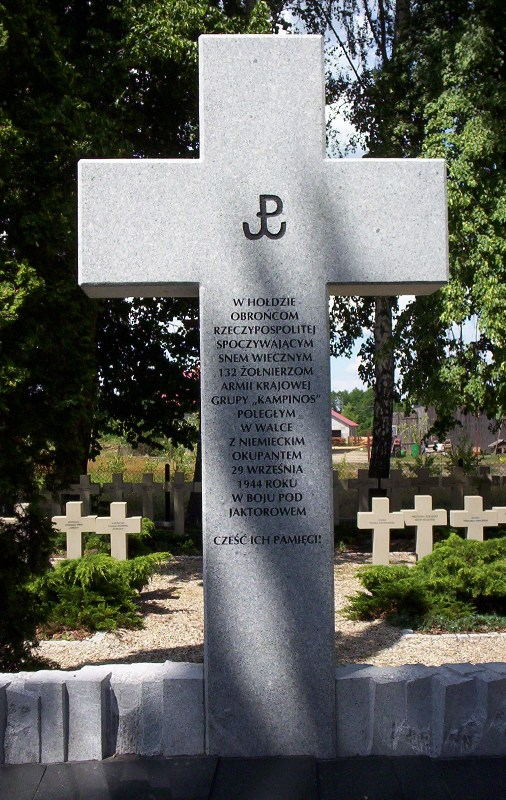
Kotwica en el cementerio dedicado al Grupo Kampinos de la Armia Krajowa.
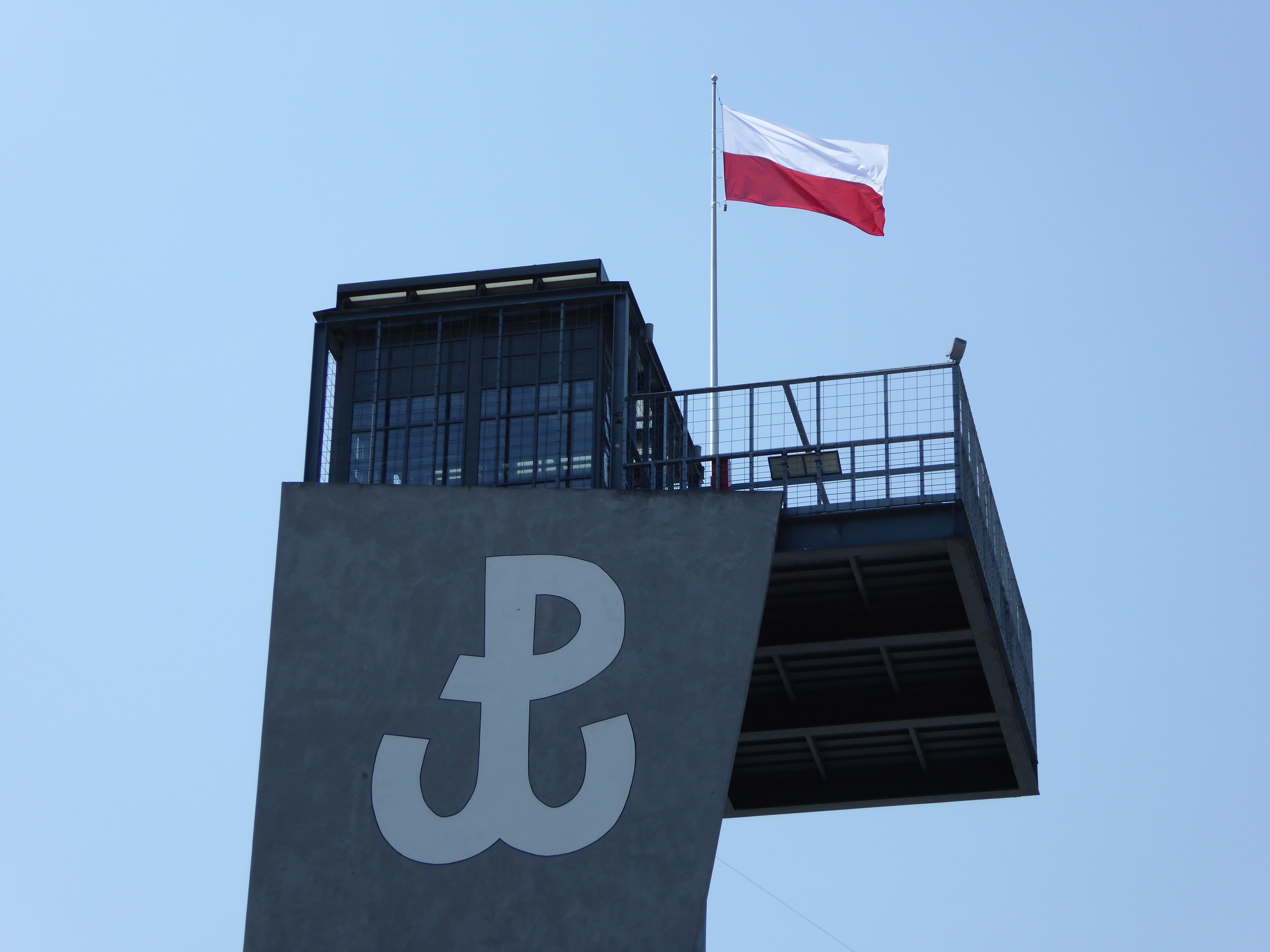
Kotwica dibujado en lo alto de la torre de observación del Museo del alzamiento de Varsovia.
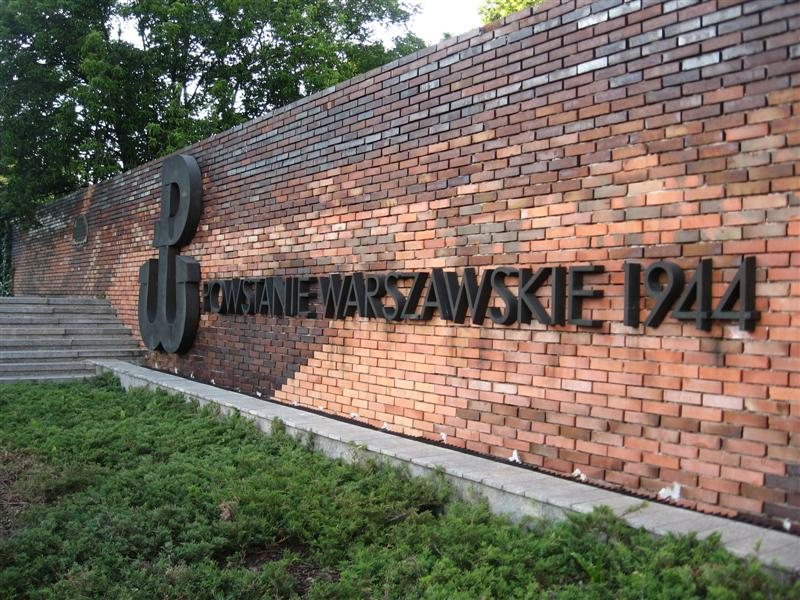
El Kotwica gravado en un muro próximo a la Plaza Krasiński.
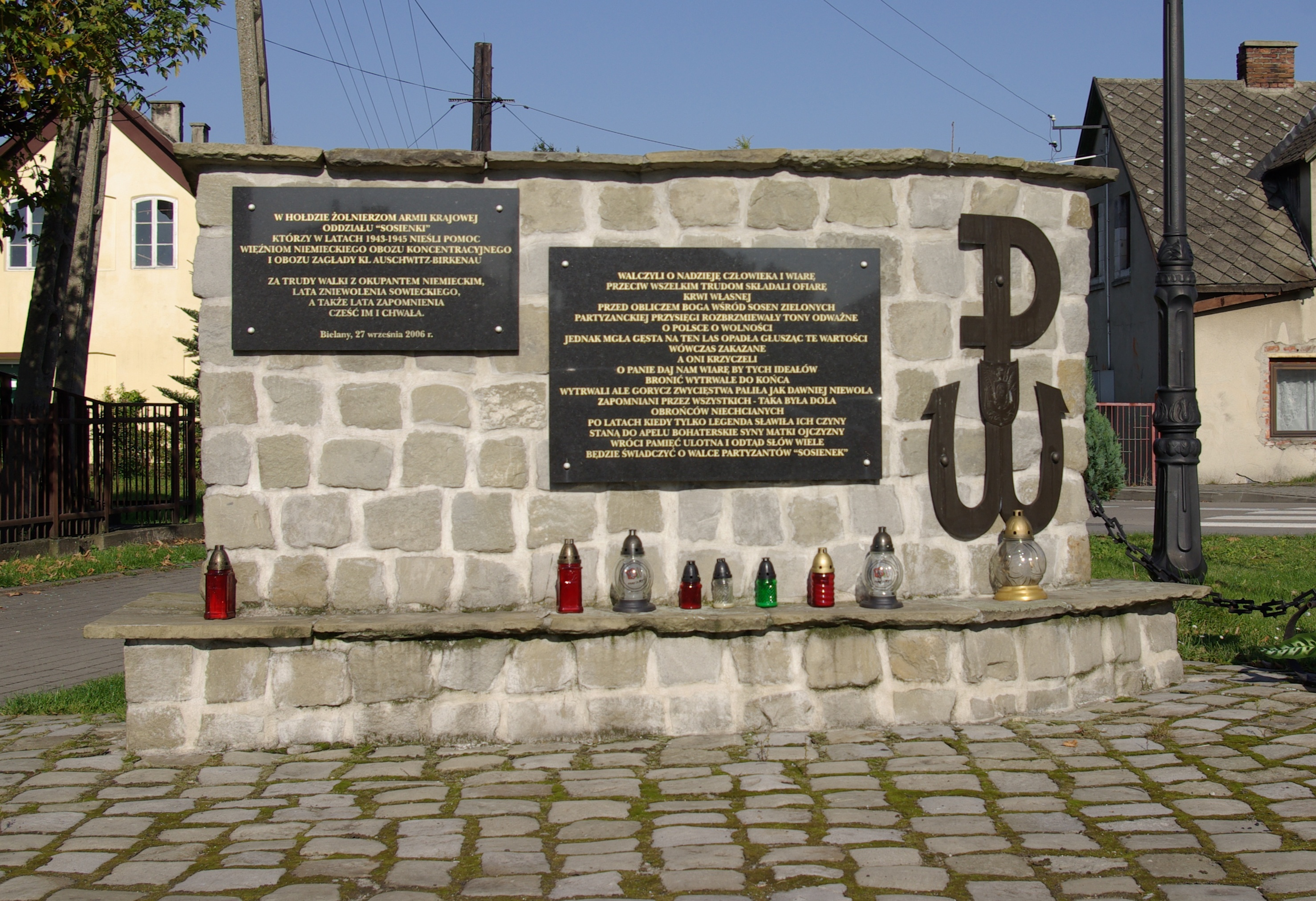
El Kotwica en el monumento a la Armia Krajowa en Bielany.
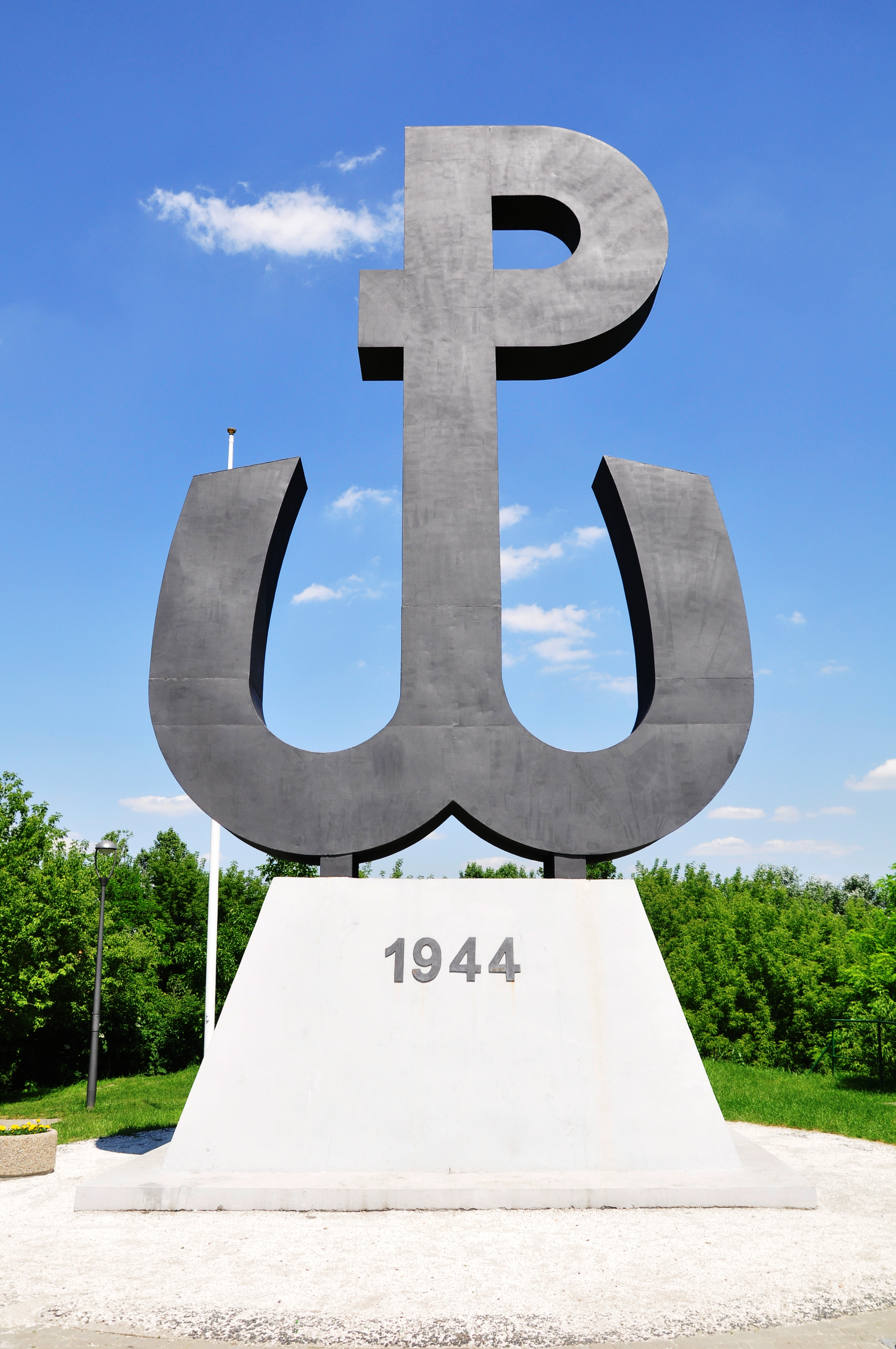
Kotwica en lo alto de la Colina del Alzamiento de Varsovia.
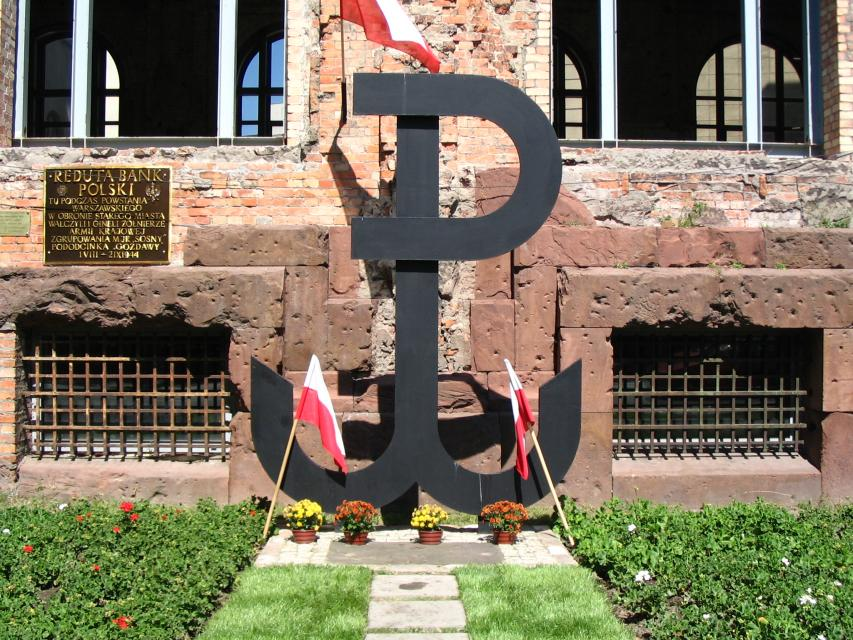
Kotwica levantado en la fachada del Reduta Bank Polski.